# 天王寺七坂

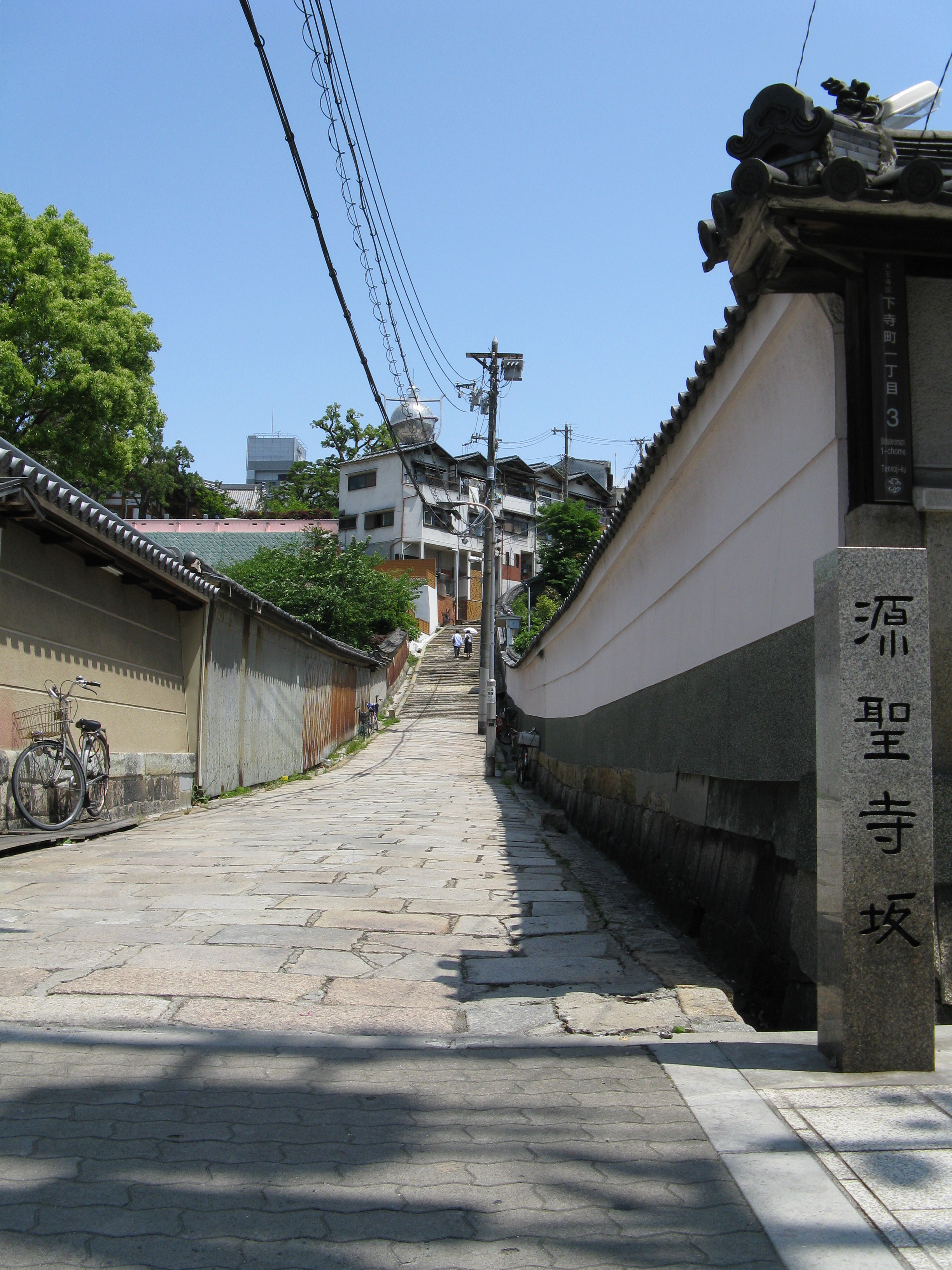
天王寺七坂の一つ、源聖寺坂

天王寺七坂（てんのうじななさか）は、大阪府大阪市天王寺区の南西部、上町台地の斜面にある7つの坂の総称。

## 概要
北から順に、以下の坂がある。
- 真言坂（しんごんざか）
生國魂神社の北側にある南北の坂。かつては同社の社僧六坊（真言宗）があった。
- 源聖寺坂（げんしょうじざか）
坂の下に浄土宗・源聖寺がある。
- 口縄坂（くちなわざか）
坂の上に織田作之助の文学碑がある。
- 愛染坂（あいぜんざか）
坂の上に勝鬘院（愛染堂）と大江神社がある。
- 清水坂（きよみずざか）
清水寺の北側にある坂。
- 天神坂（てんじんざか）
安居神社（天神（菅原道真）が祀られている）へ通じる坂。
- 逢坂（おうさか）
一心寺の北側の国道25号線の坂。

豊臣期に生玉社が現在地へ遷座し、徳川期に大坂市中の寺院を整理して寺町が造成されたこともあって、いずれの坂も沿道に寺社が多い。真言坂はもと生玉社地、源聖寺坂は下寺町と生玉寺町、口縄坂は下寺町と天王寺寺町を通っている。
坂の上は落陽の眺めが良く「夕陽丘」と呼ばれる。また、寺社地であることから緑が多く、著名人の墓や碑のほか、大阪市唯一の滝であるとされる「玉出の滝」が存在するなど、観光スポットとなっている。
上記の7つの坂に学園坂を加えて天王寺八坂とも呼ばれる。

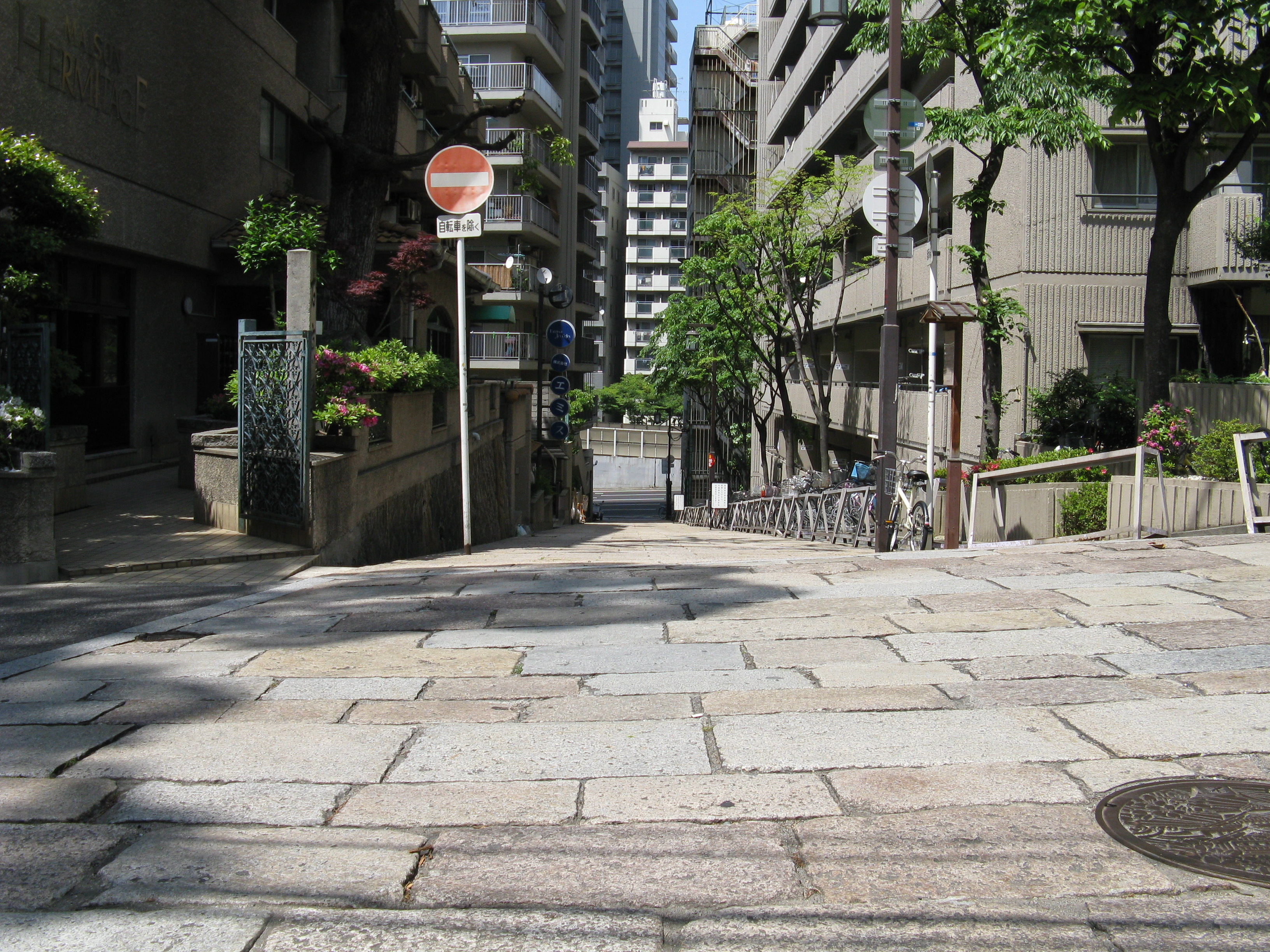
真言坂
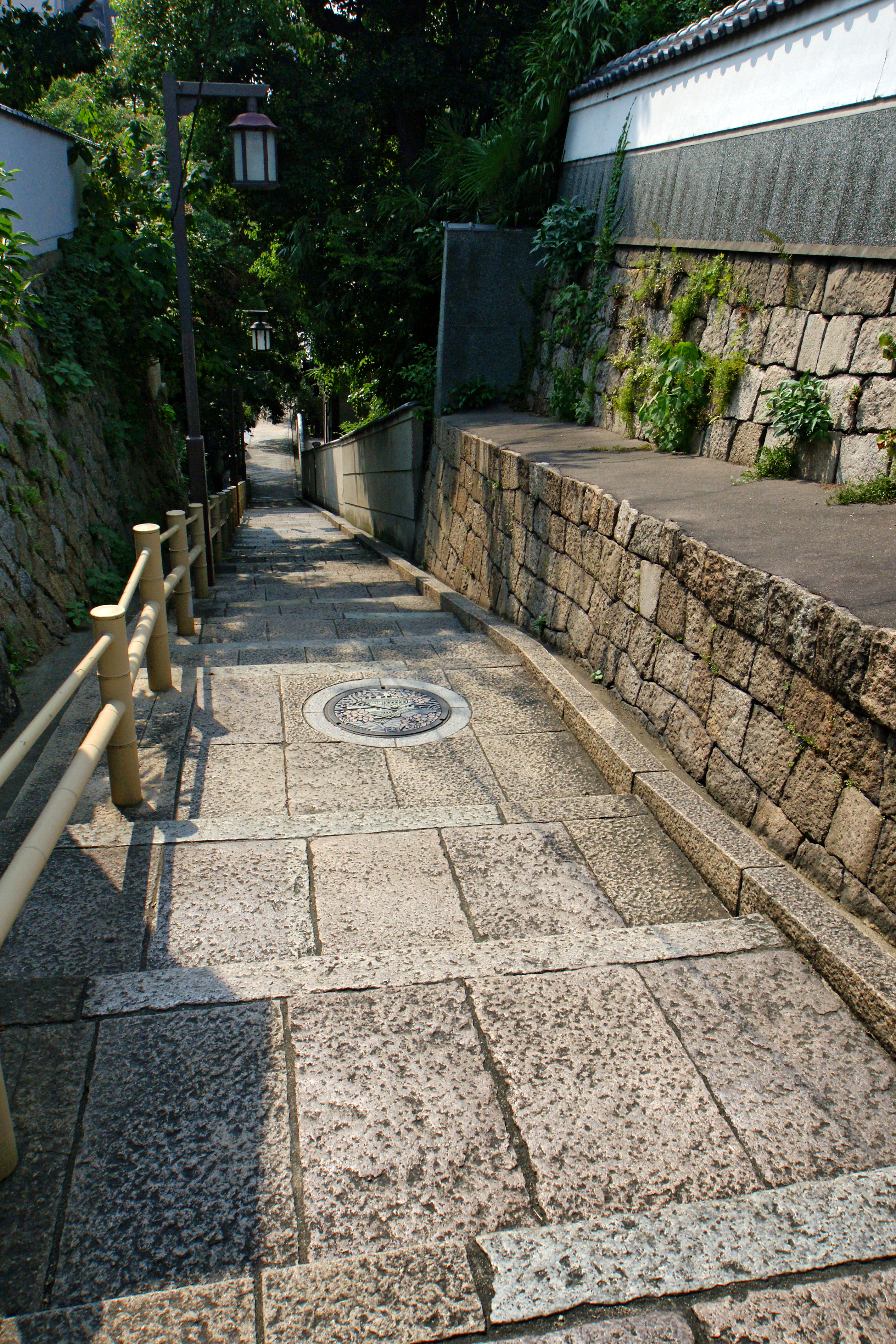
口縄坂
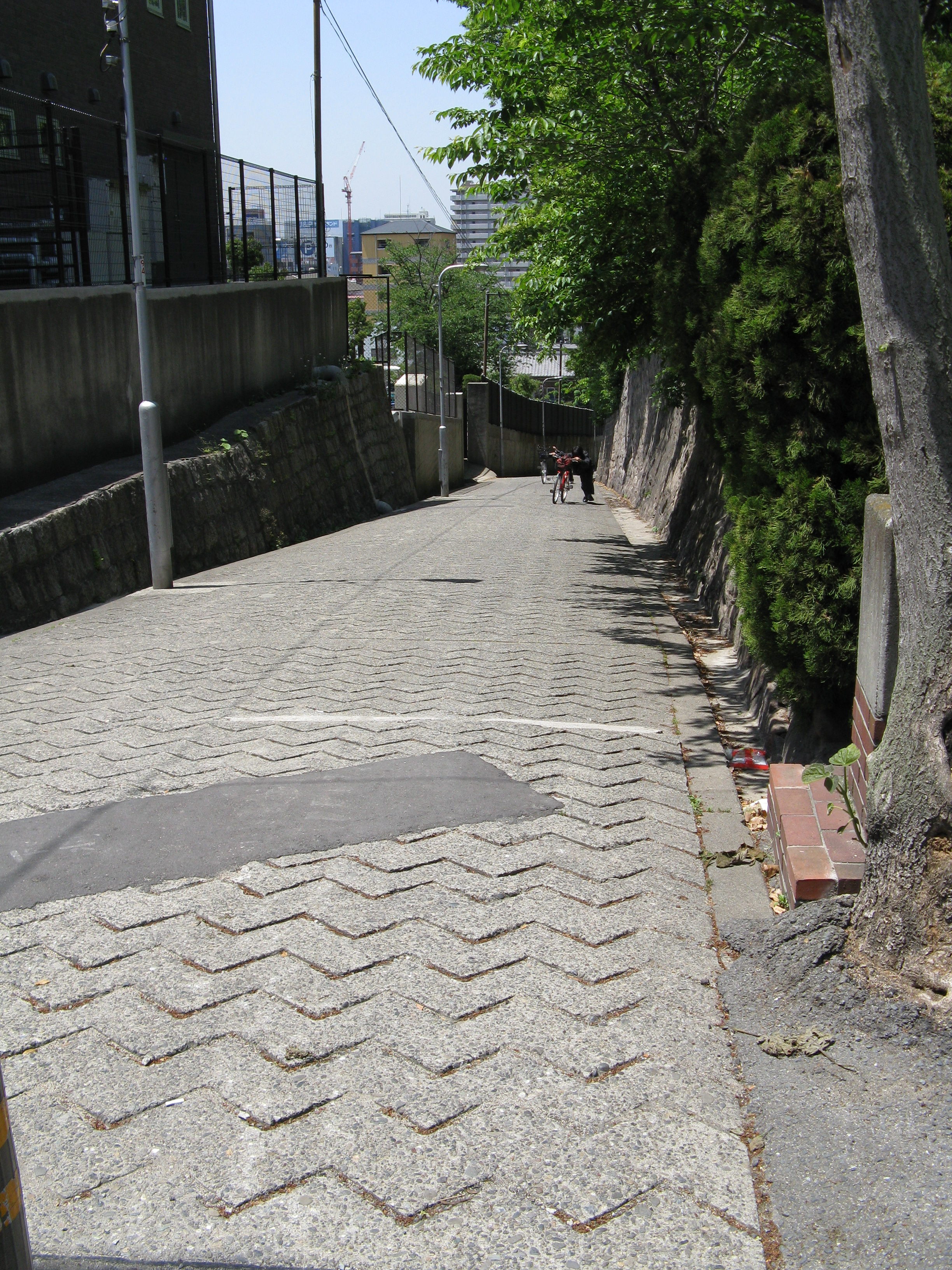
愛染坂
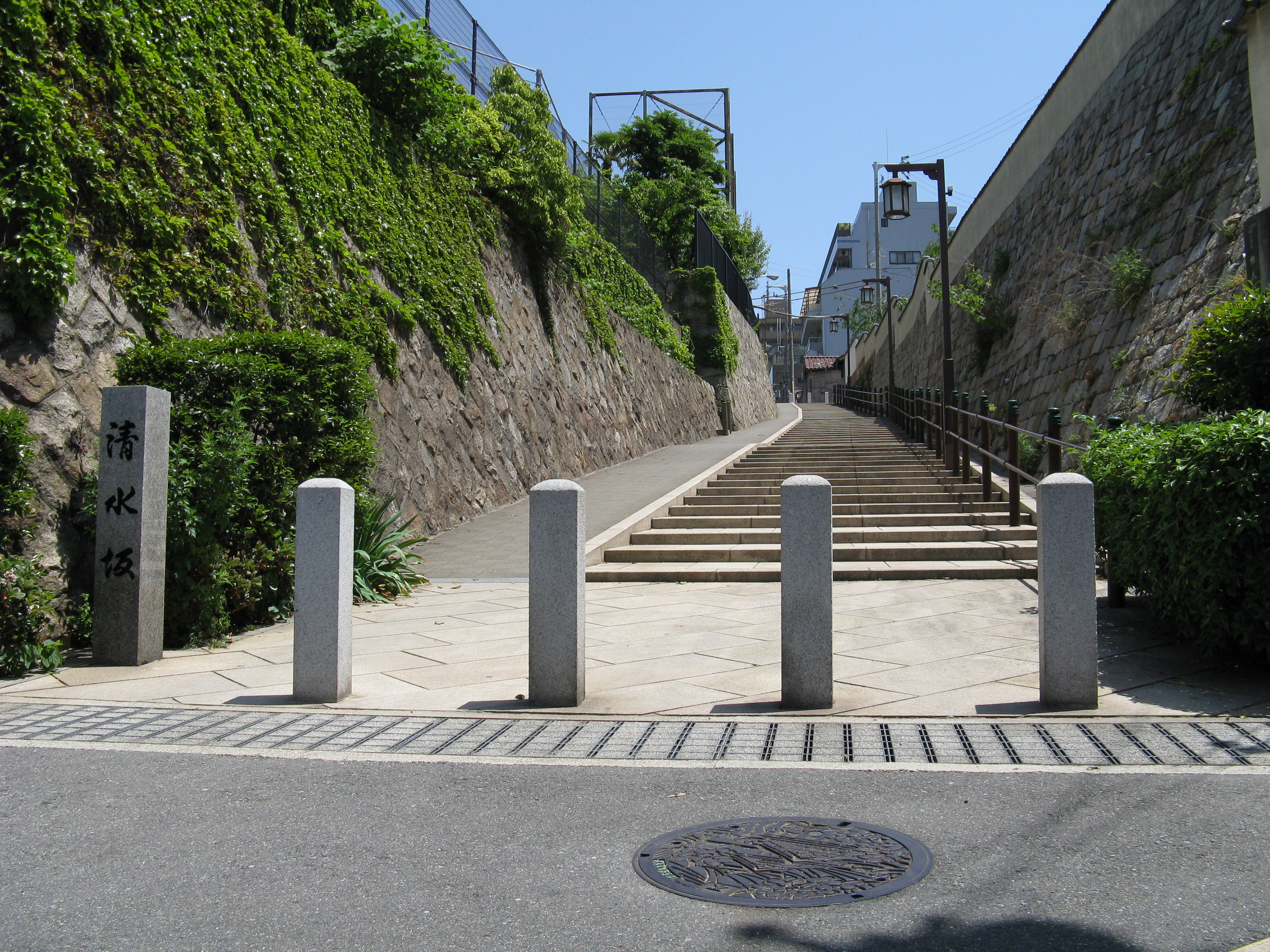
清水坂
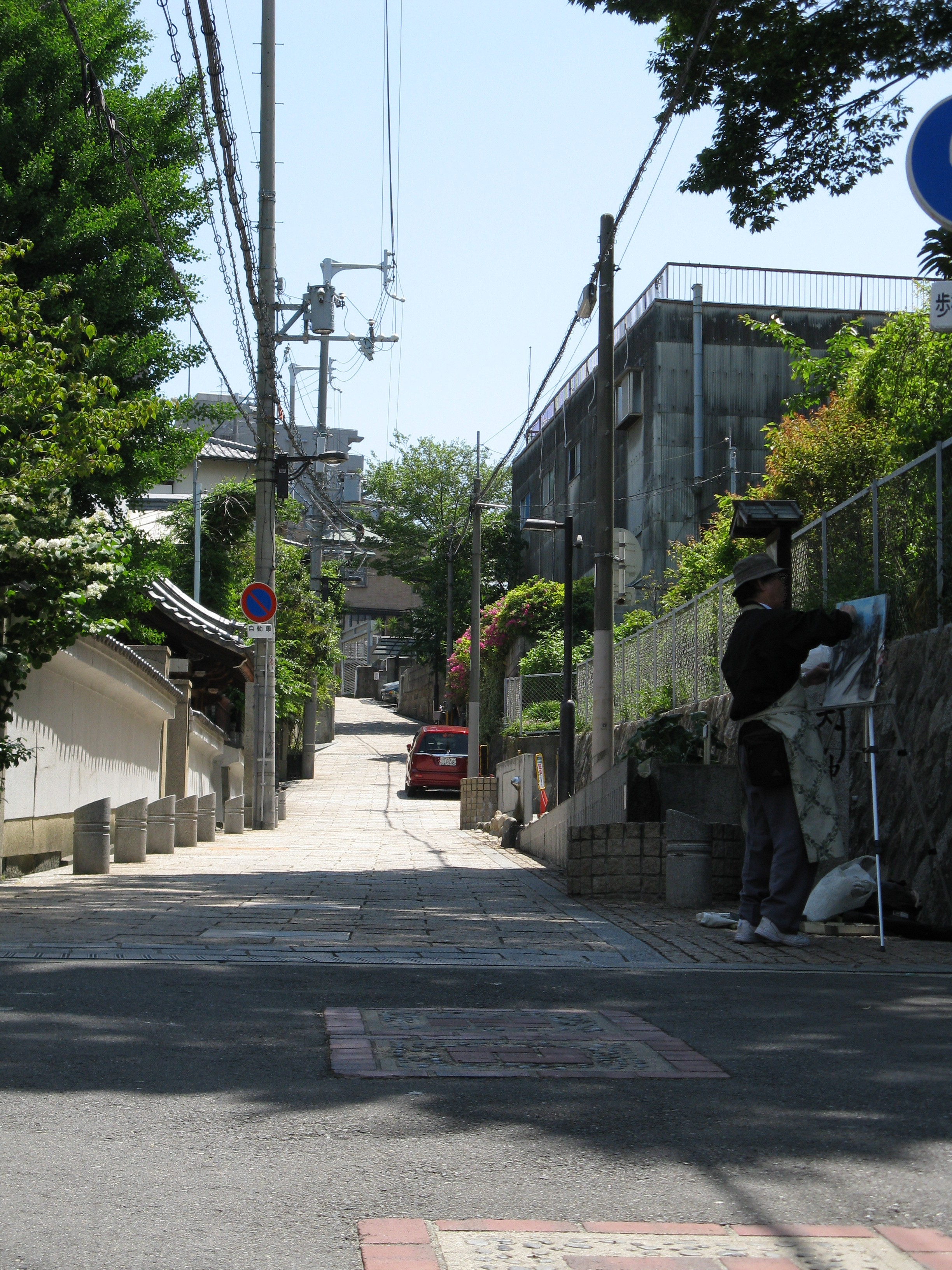
天神坂
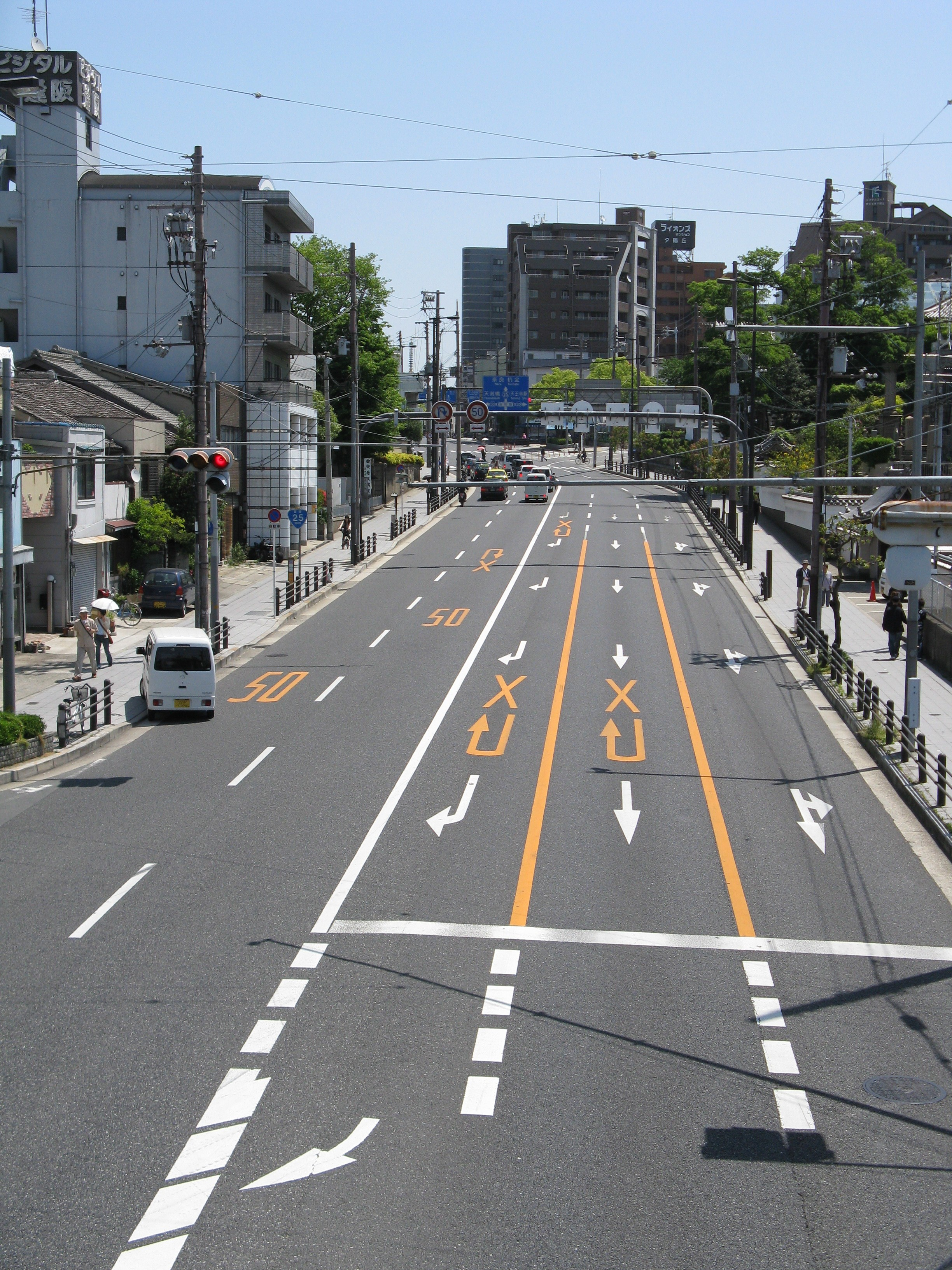
逢坂